# TRPM7
TRPM7 (ang. transient receptor potential cation channel, subfamily M, member 7) – ludzki gen w locus 15q21, kodujący białko kanału jonowego.  Należy do rodziny kanałów jonowych TRPC, będących homologami białka trp drozofili. Kodowane przez gen TRPM7 białko kanału wapniowego ma dodatkowo aktywność kinazową. Heterozygotyczność względem mutacji punktowej T1482I wykryto u 5 z 22 pacjentów cierpiących na stwardnienie zanikowe boczne z wyspy Guam, co sugeruje udział nieprawidłowego białka w patogenezie tej choroby neurodegeneracyjnej.